# Turrolate
El turrolate es un dulce típico de la subbética cordobesa, en especial de los pueblos de Rute y Priego. Aunque la fama de su origen se le atribuye a este último pueblo, su origen se encuentra en la fértil imaginación de la industria artesanal confitera de Priego, posiblemente se empezó a elaborar a finales del siglo XVII. Su nombre es una combinación de turrón y chocolate. Está fabricado a base de cacao y almendras o cacahuete, azúcar y canela. Tiene forma de barra cilíndrica y se fabrica en diversos tamaños y calidades.
Es un producto de gran valor nutritivo. En tiempos pasados fue común obsequio a las madres recién paridas, por lo que también se relaciona su consumo con la suerte y las buenas noticias. Si bien se puede tomar solo, quizás su acompañamiento ideal es junto a una barra de pan con aceite de la tierra.